# Красный (футбольный клуб)
«Кра́сный» — российский футбольный клуб из посёлка Красный Краснинского района Смоленской области. Создан в 2002 году. В сезоне 2020/21 выступал в Первенстве ПФЛ.

## История
В первые годы существования команды за неё играли футболисты посёлка городского типа Красный, затем привлекались другие игроки из Смоленской области (в частности, СШОР № 5 города Смоленска и СКА). Команда участвовала в соревнованиях областного уровня, в ряде сезонов принимала участие в чемпионате Смоленска. В 2017 году команда стала чемпионом Смоленской области.
В 2018 и 2019 годах в первенстве СФФ «Центр» (зона «Черноземье») III дивизиона (ЛФК) и Кубке России участвовала объединённая команда «Красный-СГАФКСТ», основу которой составили футболисты «Красного» — чемпиона Смоленской области-2017, и игроки команды СГАФКСТ (Смоленской государственной академии физической культуры, спорта и туризма) — победительницы Национальной студенческой лиги. На уровне региональных турниров разделение на ФК «Красный» и команду СГАФКСТ («Камея-СГАФКСТ») сохранилось.
В статусе любительского клуба «Красный-СГАФКСТ» принял участие в двух розыгрышах Кубка России: в сезоне 2018/19 на стадии 1/128 финала уступил смоленскому «Днепру» со счётом 1:4. В сезоне 2019/20 на стадии 1/128 финала разгромил «Звезду» из Санкт-Петербурга со счётом 5:0, в 1/64 финала проиграл московскому «Велесу» — 1:2.
В статусе клуба ПФЛ «Красному» (СГАФКСТ вышла из состава учредителей клуба) было засчитано техническое поражение в стартовом раунде розыгрыша Кубка России 2020/21 из-за несоблюдения клубом требуемых временных рамок при тестировании на коронавирус.
В 2020 году на пост главного тренера команды был назначен экс-наставник московского «Спартака-2» Виктор Булатов (в 2019 году команду возглавлял Евгений Марков). 5 июня 2020 года стало известно об успешном прохождении клубом процедуры лицензирования для участия в Первенстве ПФЛ сезона 2020/21. Во второй части сезона (в 2021 году) главным тренером команды являлся Алексей Медведев. В сезоне-2022 команды выступала в чемпионате Смоленской области, где ее тренировали Владимир Силованов и Илья Лазаренков.

#### Финансовый вопрос
23 июня 2020 года Следственный комитет РФ по Смоленской области опубликовал информацию о возбуждении уголовного дела в отношении директора ФК «Красный-СГАФКСТ» Романа Тимашкова по факту невыплаты заработной платы 10 работникам клуба. 24 августа представители клубной пресс-службы заявили о том, что команда, несмотря на свои успехи, полностью игнорируется областными чиновниками, в связи чем коллектив обратился за финансовой поддержкой к болельщикам. 8 ноября на пресс-конференции после выездного матча с курским «Авангардом» (3:4) Виктор Булатов заявил о невыплате заработной платы сотрудникам и футболистам клуба в течение трёх с половиной месяцев. 2 декабря Булатов ушел из «Красного». На заседании Палаты РФС по разрешению споров было принято решение удовлетворить финансовые претензии Булатова в отношении АНО «Футбольная академия ФК „Красный“».
6 апреля 2021 года по итогам заседания Палаты РФС по разрешению споров ФК «Красный» была запрещена регистрация новых футболистов в связи с задолженностью перед тренером Коноваловым А. С. и рядом футболистов. 28 мая стало известно, что ФК «Красный» погасил задолженность перед Шанталосовым В. Д., Коноваловым А. С., футболистами Мешковским В. Ю, Корнеевым В. М., Найденовым А. С. Клубу разрешили заявлять новичков.
16 июня 2021 года стало известно, что в списке клубов Второго дивизиона, получивших лицензии РФС на сезон 2021/22, «Красного» нет. При этом в мае того же года команда начала выступления в Первенстве Смоленской области.
6 июля 2021 года Следственный комитет РФ по Смоленской области опубликовал информацию о направлении в суд материалов дела в отношении директора ФК «Красный» Романа Тимашкова по факту невыплаты заработной платы сотрудникам клуба в размере более 740 тысяч рублей. Несмотря на это команда продолжила существование. В сезоне-2022 «Красный» занял 3-е место в чемпионате Смоленской области.
В 2023 году в первенстве Смоленской области участвовала команда «Красный-2» (заняла последнее 9-е место; играла также в первенстве 2022 года), в кубке Смоленской области матч 1/8 финала провела команда «Красный».

## Результаты выступлений
| Первенство России | Первенство России | Первенство России  | Первенство России | Первенство России | Первенство России | Первенство России | Первенство России | Первенство России | Первенство России | Первенство России | Кубок России | Кубок России          | Кубок России           |
| Сезон | Название          | Лига/дивизион      | Лига/дивизион     | Место             | И                 | В                 | Н                 | П                 | Мячи              | О                 | Результат    | Соперник — счёт (д/г) | Соперник — счёт (д/г)  |
| --- | ----------------- | ------------------ | ----------------- | ----------------- | ----------------- | ----------------- | ----------------- | ----------------- | ----------------- | ----------------- | ------------ | --------------------- | ---------------------- |
| 2018 | Красный-СГАФКСТ   | III дивизион (ЛФК) | Черноземье        | 4 из 13           | 24                | 13                | 6                 | 5                 | 50-23             | 45                | 1/128        | 1/128                 | Днепр — 1:4 (д)        |
| 2019 | Красный-СГАФКСТ   | III дивизион (ЛФК) | Черноземье        | из 14             | 26                | 23                | 2                 | 1                 | 69-11             | 71                | 1/64         | 1/128                 | Звезда (СПб) — 5:0 (д) |
| 2019 | Красный-СГАФКСТ   | III дивизион (ЛФК) | Финальный турнир  | 4 из 8            | 4                 | 2                 | 1                 | 1                 | 9-5               | гр. + п/о         | 1/64         | 1/64                  | Велес — 1:2 (г)        |
| 2020/21 | Красный           | ПФЛ, группа 3      | ПФЛ, группа 3     | 10 из 16          | 30                | 11                | 7                 | 12                | 40-49             | 40                | 1/256        | 1/256                 | Луки-Энергия — -:+ (д) |
| И — игры; В — выигрыши, Н — ничьи, П — поражения, О — очки, д — дома, г — в гостях, гр. — групповой турнир, п/о — плей-офф |                   |                    |                   |                   |                   |                   |                   |                   |                   |                   |              |                       |                        |

## Достижения
- Чемпион Смоленской области: 2017
- Победитель зонального турнира III дивизиона (СФФ «Центр»): 2019